# Edificis al carrer Montserrat, 18-36 (Martorell)
Els Edificis al carrer Montserrat, 18-36 són una obra del municipi de Martorell (Baix Llobregat) inclosa en l'Inventari del Patrimoni Arquitectònic de Catalunya.

## Descripció
Es tracta d'un conjunt de vuit cases entre mitjaneres de planta baixa i pis. Composició simètrica a partir dels buits de façana. Interessant l'ornamentació d'esgrafiats (amb motius florals i filigranes); aplacat ceràmic a manera de gregues formant un dibuix continuat per damunt les obertures de planta baixa.

## Història
Aquest carrer fou l'antiga carretera B-132, i tingué un creixement fort en construir-se l'estació de la RENFE.